# جوئل پرزیبیلا
جوئل پرزیبیلا (انگلیسی: Joel Przybilla؛ زادهٔ ۱۰ اکتبر ۱۹۷۹) بازیکن بسکتبال اهل ایالات متحده آمریکا است.
از باشگاه‌هایی که در آن بازی کرده‌است می‌توان به شارلوت هورنتس، آتلانتا هاوکس، میلواکی باکس، و پورتلند تریل بلیزرز اشاره کرد.